# Коріолан (опера)

Афіша опери Коріолан

Опера «Коріолан» — перший проєкт творчої формації українських музикантів NOVA OPERA.
Після прем'єри вистави Євген Нищук, який був тоді міністром культури, вручив Владиславу Троїцькому звання Заслуженого діяча мистецтв України.

## Сюжет
За основу сюжету взято трагедію Уільяма Шекспіра «Коріолан». Ініціатором та режисером постановки виступив Влад Троїцький. Майбутня команда виконавців вперше зібралася у серпні 2014 року в рамках школи-резиденції перед тогорічним Гогольfest. Вокальні партії виконали Мар’яна Головко - лірико-колоратурне сопрано (Віргілія), Анна Кірш - сопрано (Волумнія), Ліза Курбанмагомедова - сопрано (Мененій), Андрій Кошман - баритон (Авфідій; Сіціній), Руслан Кірш - баритон (Брут; Коміній; гонець), Антон Литвинов - бас (Кай Марцій Коріолан). Інструментальні партії створили Артем Дзегановський (скрипка), Жанна Марчінська (віолончель), Андрій Надольський (ударні), Юлія Ваш (клавесин), Софія Турта (фортепіано), Антон Байбаков (електроніка).

## Музика
В якості основного методу роботи режисер запропонував колективну імпровізацію, в ході якої викристалізувалися основні музичні ідеї. За винятком кількох номерів опери, вокальні та інструментальні партії й на момент показів залишилися підготовленою імпровізацією, не зафіксованою у партитурі.Частина вокальних номерів представляє собою препаровані цитати з творів різних часів та жанрів: Miserere Клаудіо Монтеверді, ірландська антивоєнна протестна пісня кінця XVIII століття Johnny, I hardly knew’ya[неавторитетне джерело], сирійський розспів «Христос Воскресе» та колискова з репертуару Ніни Матвієнко «Колисала я дитиноньку маленьку». Мар’яною Головко та Антоном Байбаковим був покладений на музику сонет Шекспіра Let Me Confess That We Two Must Be Twain.

## Постановки
Прем‘єра відбулася 29 листопада 2014 року у Центрі культури та мистецтв НТУУ «КПІ» (м. Київ). Другий показ відбувся там же 28 лютого 2015 року.
17 червня 2015 року виставу показали на сцені Львівського національного академічного театру опери та балету імені Соломії Крушельницької. Відеодекорації створили TENTPOINT VJ’s.